# Klaus Pflieger
Klaus Pflieger (* 14. Mai 1947 in Stuttgart) ist ein deutscher Jurist und war von 2001 bis 2013 Generalstaatsanwalt in Württemberg. In verschiedenen Funktionen war er stark in mehrere Prozesse gegen Terroristen der Roten Armee Fraktion (RAF) eingebunden und hat auch später im Bereich Extremismus und Terrorismus gearbeitet sowie veröffentlicht. Insbesondere war er ab 1987 staatsanwaltlicher Sachbearbeiter des Ermittlungsverfahrens wegen der Entführung und Ermordung des Arbeitgeberpräsidenten Hanns-Martin Schleyer. Im Juli 2015 wurde ihm von Bundespräsident Joachim Gauck das Verdienstkreuz am Bande des Verdienstordens der Bundesrepublik verliehen.

## Leben
Pflieger wuchs in Böblingen auf und studierte Jura an der Universität Tübingen. Ab August 1975 war er als Haftrichter, dann als Zivilrichter und schließlich als Strafrichter beim Amtsgericht Stuttgart tätig. Er gehörte als Dezernent der Staatsanwaltschaft Stuttgart zu dem Ermittlungsteam, das die Todesnacht von Stammheim vom 18. Oktober 1977 untersuchte, und war Anklagevertreter im Prozess gegen Rechtsanwalt Klaus Croissant.
Ab 1980 war Pflieger wissenschaftlicher Mitarbeiter bei der Bundesanwaltschaft in Karlsruhe und unter anderem einer von drei ermittelnden Staatsanwälten bei der Untersuchung des rechtsradikalen Sprengstoffanschlags auf das Oktoberfest 1980 mit 13 Toten. 1981 bzw. 1982 koordinierte er die Anklagen gegen die RAF-Mitglieder Peter-Jürgen Boock, Brigitte Mohnhaupt und Christian Klar und vertrat die Anklage im ersten Boock-Prozess.
Ab Mai 1985 war er Leiter des Referats „Strafverfahrensrecht“ im Justizministerium Baden-Württemberg und ab Juni 1987 Beamter der Bundesanwaltschaft. In dieser Funktion war er unter anderem Anklagevertreter in den Prozessen um die Schüsse auf Polizeibeamte an der Startbahn 18 West des Frankfurter Flughafens 1987 mit zwei Toten, den fremdenfeindlichen Mordanschlägen von Mölln 1992 mit drei Toten, den Brandanschlag auf die Lübecker Synagoge 1994 und in den Prozessen gegen die RAF-Terroristen Werner Lotze, Sigrid Sternebeck, Ralf Friedrich und Eva Haule (gegen sie wegen des Sprengstoffattentats auf die US-Airbase in Frankfurt/Main 1985 mit zwei Toten sowie der vorangegangenen Ermordung des US-Soldaten Edward Pimental). Bei ihm gestand ein Kronzeuge der RAF, Werner Lotze, einen Polizeibeamten ermordet zu haben, und legte Peter-Jürgen Boock eine „Lebensbeichte“ ab, in der er u. a. zugab, einer der vier RAF-Attentäter gewesen zu sein, die Hanns-Martin Schleyer entführt und dabei dessen Begleiter erschossen haben.
Ab Oktober 1995 war Pflieger Leiter der Staatsanwaltschaft Stuttgart und von Juli 2001 bis zu seiner Pensionierung Ende Juni 2013 württembergischer Generalstaatsanwalt, das heißt Leiter der Generalstaatsanwaltschaft Stuttgart. In dieser Funktion war er unter anderem zuständig für den Amoklauf von Winnenden, bei dem am 11. März 2009 (einschließlich des Täters) 16 Menschen zu Tode kamen, sowie – bis zur Selbstenttarnung der rechtsextremen Terrorzelle Nationalsozialistischer Untergrund (NSU) – für den Mord an der Polizeibeamtin Michèle Kiesewetter 2007. Außerdem war er ab 2004 Mitglied einer Projektgruppe Zusammenarbeit von Polizei und Justiz auf dem Gebiet der Bekämpfung des islamistischen Terrorismus, die sich nach den ersten islamistischen Attentaten in Europa – insbesondere nach dem Bombenanschlag auf Vorortzüge von Madrid am 11. März 2004 – mit der Verhinderung solcher Terrortaten befasste.
Vom 1. Januar 2014 bis 31. Dezember 2022 war Pflieger bei ehrengerichtlichen Verfahren gegen Ärzte der Landeskammeranwalt der Landesärztekammer Baden-Württemberg. Ab November 2018 war er Mitglied der von der baden-württembergischen Landesregierung eingesetzten „Kommission Kinderschutz zur Aufarbeitung des Missbrauchsfalls in Staufen und zur Weiterentwicklung des Kinderschutzes“, die am 17. Februar 2020 die Ergebnisse ihrer Arbeit und ein Konzept für Verbesserungen vorgelegt hat.
Bei der Landtagswahl in Baden-Württemberg 2021 kandidierte er – erfolglos – für die Freien Wähler im Wahlkreis Vaihingen.
Seit April 2025 ist Pflieger Vorsitzender der fünfköpfigen Arbeitsgruppe „Aufarbeitung und Organisationsentwicklung zum Schutz vor Gewalt im Sport“, die im Auftrag des Landessportverbandes Baden-Württemberg und entsprechend einer Aufforderung der baden-württembergischen Kultusministerin Schopper Konsequenzen nach den Vorwürfen von Turnerinnen entwickeln soll.

## Veröffentlichungen und Positionen
Pflieger hat mit Genehmigung des Bundesjustizministeriums Bücher über die Schleyer-Entführung und über die Geschichte der RAF verfasst. Im Jahr 2009 hat er ein Buch über Die Geschichte(n) der württembergischen Staatsanwaltschaften herausgegeben und 2016 seine Memoiren über die Arbeit in der Terrorismusbekämpfung veröffentlicht.
Anfang 2007 sprach er sich gegen eine Begnadigung des ehemaligen RAF-Terroristen Christian Klar durch den Bundespräsidenten aus, aber für eine Haftentlassung Klars auf Bewährung nach der gerichtlich festgesetzten Mindestverbüßungszeit von 26 Jahren, zu der es dann Ende 2008 kam.
Nach seiner Pensionierung plädierte Pflieger dafür, ehemaligen RAF-Mitgliedern, die bereits langjährige Haftstrafen verbüßt haben, die Möglichkeit zur Aussage in Fällen ungeklärter Täterschaft zu geben, ohne mit Strafverfolgung rechnen zu müssen. Er berief sich auf den § 154 StPO und argumentierte: „Je länger eine Straftat zurückliegt, umso mehr erlangt das Interesse an der geschichtlichen Wahrheit gegenüber dem Interesse an der Strafverfolgung Gewicht“. In Interviews erklärte er dazu, dass beispielsweise die Kronzeugenregelung teils einen „Verstoß gegen die Gerechtigkeit“ darstelle und Verrat mit geringeren Strafen belohne; es hätten aber „nur diejenigen von der RAF mit uns geredet, die Vorteile davon hatten“. Er äußerte, der Staat habe im Herbst 1977 „überreagiert“ und erst später die RAF „entzaubert“, indem man sie „vom Sockel des Kriegsgegners heruntergeholt“ und als normale Straftäter verfolgt habe. Er sei davon überzeugt, dass in den Prozessen gegen die RAF „kein einziges Fehlurteil gefällt“ wurde.
Zum 30. Jahrestag der beiden Brandanschläge von Mölln (23. November 1992) berichtete er in einem Interview, warum die Bundesanwaltschaft in diesem Fall erstmals von ihrem Evokationsrecht Gebrauch gemacht und die Ermittlungen übernommen hat sowie über den Verlauf des Strafverfahrens.
Nach der Verhaftung des ehemaligen RAF-Mitglieds Daniela Klette am 26. Februar 2024 befasste sich Pflieger mit der Frage, ob dies ein „Neues Kapitel in der Geschichte der RAF“ darstellt.

## Schriften
- Gegen den Terror – Erinnerungen eines Staatsanwalts. Verrai, Stuttgart 2016, ISBN 978-3-9818041-4-0.
- Die Aktion „Spindy“. Die Entführung des Arbeitgeberpräsidenten Dr. Hanns-Martin Schleyer. Nomos, Baden-Baden 1997, ISBN 978-3-7890-4598-1. Vergriffen, jetzt aber enthalten in:
- Die Rote Armee Fraktion. RAF – 14.5.1970 bis 20.4.1998. 3. erweiterte und aktualisierte Auflage. Nomos, Baden-Baden 2011, ISBN 978-3-8329-5582-3.
- Hrsg.: Die Geschichte(n) der württembergischen Staatsanwaltschaften. IPa, Vaihingen/Enz 2009, ISBN 978-3-933486-71-4.
- „Der Deutsche Herbst aus heutiger Sicht“ in „Die Opfer der RAF“; Haus der Geschichte 2009, ISBN 978-3-7650-8509-3.
- „Matthias Erzberger als Opfer politischer Gegner“ in „Matthias Erzberger 1975–1921, Patriot und Visionär“; Hohenheim-Verlag, ISBN 978-3-89850-141-5
- Vorwort zu „Das grausam laute Schweigen der Roten Armee Fraktion“ von Daniela Hillers, Gallip Verlag 2020, ISBN 978-3-00-060221-4.
- Biographien von Generalbundsanwalt Siegfried Buback, Strafverteidiger Klaus Croisssant sowie Generalbundesanwalt Kurt Rebmann; Baden-Württembergische Biographien Band VIII, Jan Thorbecke Verlag 2022, ISBN 978-3-7995-9583-4, S. 52–56, 67–70 und 308–312